# Liste der Kulturdenkmäler in Wolsfeld
In der Liste der Kulturdenkmäler in Wolsfeld sind alle Kulturdenkmäler der rheinland-pfälzischen Ortsgemeinde Wolsfeld einschließlich des Weilers Wolsfelderberg aufgeführt. Grundlage ist die Denkmalliste des Landes Rheinland-Pfalz (Stand: 27. Juni 2022).

## Denkmalzonen
| Bezeichnung          | Lage                                                                      | Baujahr | Beschreibung | Bild |
| -------------------- | ------------------------------------------------------------------------- | ------- | --- | ---- |
| Denkmalzone Ortskern | Wolsfeld, Europastraße, Holsthumer Straße, Hubertusstraße, Messenweg Lage |         | im Wesentlichen ungestört erhaltener Ortskern an dem Rechteck aus Hubertus- und Holsthumer Straße, mit der bis ins 12. Jahrhundert zurückreichenden Kirche, der bis ins 17. Jahrhundert zurückreichenden sogenannten Burg und den bis ins 18. Jahrhundert zurückreichenden Bauernhäusern | BW   |

## Einzeldenkmäler
| Bezeichnung                          | Lage                                           | Baujahr                    | Beschreibung | Bild                           |
| ------------------------------------ | ---------------------------------------------- | -------------------------- | --- | ------------------------------ |
| Altes Rathaus                        | Wolsfeld, Europastraße 37 Lage                 | 1907                       | villenartiger Walmdachbau, 1907 | BW                             |
| Katholische Pfarrkirche St. Hubertus | Wolsfeld, Europastraße 39 Lage                 | 1923–26                    | kubischer Gelbsandsteinbau, Turm mit Glockendach, 1923–26, Architekt Peter Marx, Trier | weitere Bilder Fotos hochladen |
| Wohnhaus                             | Wolsfeld, Europastraße 41 Lage                 | um 1910                    | Wohnhaus mit ehemaligem Rentamt; sandsteingegliederter Hausteinbau, um 1910; bauzeitliche Einfriedung | BW                             |
| Hofanlage                            | Wolsfeld, Holsthumer Straße 17 Lage            | 1799                       | stattlicher Dreiseithof; dreigeschossiges Wohnhaus, bezeichnet 1799 | BW                             |
| Schmiede                             | Wolsfeld, Holsthumer Straße 21 Lage            | um 1900                    | ehemalige Schmiede; Backsteinbau mit hohen Rundbogenfenstern, um 1900 | BW                             |
| Portal                               | Wolsfeld, Holsthumer Straße, an Nr. 25 Lage    | 1743                       | Portal, spätbarock, bezeichnet 1743 | BW                             |
| Tür                                  | Wolsfeld, Holsthumer Straße, an Nr. 29 Lage    | nach 1850                  | Türblatt, nach der Mitte des 19. Jahrhunderts | BW                             |
| Hofanlage                            | Wolsfeld, Hubertusstraße 1 Lage                | 1770                       | stattlicher Dreiseithof; Krüppelwalmdachbau, bezeichnet 1770 | BW                             |
| Kapelle                              | Wolsfeld, Hubertusstraße, gegenüber Nr. 1 Lage | 1619                       | Kapelle; Sandsteinquaderbau, 1923, darin Schaftkreuz, bezeichnet 1619 | BW                             |
| Hofanlage                            | Wolsfeld, Hubertusstraße 6 Lage                | Mitte des 18. Jahrhunderts | stattlicher Winkelhof; Wohnhaus aus der Mitte des 18. Jahrhunderts, wohl vor 1800 erweitert, Wirtschaftsgebäude und Schweinestall | Fotos hochladen                |
| Kapelle                              | Wolsfeld, Hubertusstraße, bei Nr. 6 Lage       | um 1900                    | neugotische Kapelle, um 1900 | Fotos hochladen                |
| Hofanlage                            | Wolsfeld, Hubertusstraße 7 Lage                | 1728                       | Hofanlage; Wohnhaus, bezeichnet 1728, im 19. Jahrhundert wohl erweitert, Stalltrakt aus dem 19. Jahrhundert | BW                             |
| Hofanlage                            | Wolsfeld, Hubertusstraße 13 Lage               | vor 1863                   | Hofanlage; Wohnhaus bezeichnet 1863 (Erweiterung), ehemaliger Stall, Scheune, ehemalige Brennerei, jüngeres Wirtschaftsgebäude | BW                             |
| Schloss Wolsfeld                     | Wolsfeld, Hubertusstraße 27/29 Lage            | 1605                       | sogenannte Burg; neunachsiges Wohnhaus, 1605/nach 1688 (die vier östlichen Achsen ersetzt durch angepassten eingeschossigen Neubau), Wohnflügel mit turmartigem Achteckbau um 1950, Turm mit Glockendach 1906; Hof mit spolien- und grabsteindurchsetzte Mauer, römische Säule aus Meckel                             | weitere Bilder Fotos hochladen |
| Wohnhaus                             | Wolsfeld, Hubertusstraße 32 Lage               | 1800                       | fünfachsiges Wohnhaus mit Kniestock, 1800, Schuppen mit Remise | BW                             |
| Alte Hubertuskirche                  | Wolsfeld, Hubertusstraße 34 Lage               | um 1500                    | romanischer Chorturm, spätgotische zweischiffige Halle und Turmobergeschoss mit Spitzhelm um 1500, Sakristei aus dem 18. Jahrhundert; Glocken 1509 von Wilhelm von Roid (Roth) und 1618 von Claus von Wittlich; auf dem ehemaligen Kirchhof Priestergrabmal aus dem 18. Jahrhundert, Grabplatten des 19. Jahrhunderts | weitere Bilder Fotos hochladen |
| Pfarrhaus                            | Wolsfeld, Hubertusstraße 36 Lage               | vor 1850                   | ehemaliges Pfarrhaus; dreiachsiger Putzbau, kurz vor der Mitte des 19. Jahrhunderts | BW                             |
| Wohn- und Schulhaus                  | Wolsfeld, Hubertusstraße 37 Lage               | 1809                       | Wohnhaus und ehemalige Schule; Walmdachbau 1809, Erhöhung und Erweiterung bald nach 1914; Spritzenhaus, Mitte des 19. Jahrhunderts | Fotos hochladen                |
| Wohnhaus                             | Wolsfeld, Hubertusstraße 50 Lage               | 1783                       | sechsachsiges Wohnhaus, bezeichnet 1783, Stall und Scheune jünger | BW                             |
| Hofanlage                            | Wolsfeld, Hubertusstraße 60 Lage               | 1767                       | Streckhof, durch Schuppenanbau zum Winkelhof erweitert; Flurküchenhaus, bezeichnet 1767 | BW                             |
| Kapelle                              | Wolsfeld, Hubertusstraße, bei Nr. 60 Lage      |                            | Kapelle, Kalksteinquaderbau; darin spätbarocker Altaraufsatz der alten Kirche | BW                             |
| Alte Mühle                           | Wolsfeld, Zur Mühle 3 Lage                     | ab 1812                    | stattliches Wohnhaus, bezeichnet 1903, rückwärtig Ökonomie, bezeichnet 1812 und 1824 | BW                             |
| Wegekreuz                            | Wolsfelderberg, hinter der Kapelle Lage        | 1676                       | reliefiertes Schaftkreuz, Luxemburger Sandstein, bezeichnet 1676 | BW                             |
| Hofanlage                            | Wolsfelderberg, Nr. 11 Lage                    | 1829                       | Streckhof; Wohnhaus bezeichnet 1829, später erweitert | BW                             |
| Hubertuskreuz                        | Wolsfelderberg, südlich des Ortes Lage         | 1691                       | Schaftkreuz, Rotsandstein, bezeichnet 1691 | BW                             |